# 1168
| [ Edytuj tabelę ]                | |
| Książę Małopolski                | - 1146 Bolesław IV Kędzierzawy 1173                                                                |
| Książę Wielkopolski              | - 1138 Mieszko III Stary 1177                                                                      |
| Król Angkoru                     | - 1165 Tribhuwanaditjawarman 1177                                                                  |
| Król Anglii                      | - 1154 Henryk II 1189                                                                              |
| Król Aragonii i hrabia Barcelony | - 1164 Alfons II Aragoński 1196                                                                    |
| Książę Bawarii                   | - 1156 Henryk XII Lew 1180                                                                         |
| Margrabia Brandenburgii          | - 1144 Albrecht Niedźwiedź 1170                                                                    |
| Książę Burgundii                 | - 1162 Hugo III 1192                                                                               |
| Cesarz Bizancjum                 | - 1143 Manuel I Komnen 1180                                                                        |
| Cesarz Chin                      | - 1162 Song Xiaozong 1189                                                                          |
| Książę Czech                     | - 1140 Władysław II 1172                                                                           |
| Król Danii                       | - 1157 Waldemar I Wielki 1182                                                                      |
| Władca Egiptu                    | - 1160 Al-Adid 1171                                                                                |
| Król Francji                     | - 1137 Ludwik VII Młody 1180                                                                       |
| Król Gruzji                      | - 1156 Jerzy III 1184                                                                              |
| Hrabia Holandii                  | - 1157 Floris III 1190                                                                             |
| Cesarz Japonii                   | - 1165 Rokujō 1168 - 1168 Takakura 1180                                                            |
| Kalif                            | - 1160 Al-Mustandżid 1170                                                                          |
| Król Kastylii                    | - 1158 Alfons VIII Szlachetny 1214                                                                 |
| Wielki książę Kijowa             | - 1167 Mścisław Izjasławicz 1169                                                                   |
| Patriarcha Konstantynopola       | - 1156 Łukasz Chryzoberges 1169                                                                    |
| Władca Korei                     | - 1146 Ŭijong 1170                                                                                 |
| Król Leónu                       | - 1157 Ferdynand II 1188                                                                           |
| Kalif Maroka                     | - 1163 Abu Jusuf I 1184                                                                            |
| Król Nawarry                     | - 1150 Sancho VI 1194                                                                              |
| Król Norwegii                    | - 1161 Magnus V 1184                                                                               |
| Hrabia Palatynatu                | - 1155 Konrad Hohenstauf 1195                                                                      |
| Papież                           | - 1159 Aleksander III 1181 - 1164 antypapież Paschalis III 1168 - 1168 antypapież Kalikst III 1178 |
| Król Portugalii                  | - 1139 Alfons I 1185                                                                               |
| Sułtan Rumu                      | - 1156 Kilidż Arslan II 1192                                                                       |
| Książę Rusi halickiej            | - 1153 Jarosław Ośmiomysł 1187                                                                     |
| Cesarz Rzymski (niemiecki)       | - 1155 Fryderyk I Barbarossa 1190                                                                  |
| Książę Saksonii                  | - 1142 Henryk Lew 1180                                                                             |
| Król Szkocji                     | - 1165 Wilhelm I 1214                                                                              |
| Król Szwecji                     | - 1167 Kol Sverkersson 1173                                                                        |
| Doża Wenecji                     | - 1156 Vitale II Michiel 1172                                                                      |
| Król Węgier                      | - 1163 Stefan III 1172                                                                             |

Rok 1168 / MCLXVIII
stulecia: XI wiek ~
XII wiek ~
XIII wiek

lata: 1158 «
1163 «
1164 «
1165 «
1166 «
1167 «
1168
» 1169
» 1170
» 1171
» 1172
» 1173
» 1178

## Wydarzenia w Polsce
- 2 lutego – odbył się wiec w Jędrzejowie. Na mocy jego postanowień Kazimierz otrzymał całą ziemię sandomierską jako swoją dzielnicę, na co zgodę wyraził Bolesław Kędzierzawy.

## Wydarzenia na świecie
- 30 marca – Takakura został cesarzem Japonii.
- 12 czerwca – król Danii Waldemar Wielki zdobył i zniszczył Arkonę - potężny gród na wyspie Rugii rozkazał także spalić ostatnią pogańską świątynię Słowian - sanktuarium Świętowita.

- Wojny bizantyjsko-węgierskie: zawarto pokój bizantyjsko-węgierski.

## Zmarli
- 4 lutego – Thierry Alzacki, hrabia Flandrii (ur. 1099/1100)
- 20 września – Paschalis III, antypapież (ur. ok. 1110)
- data dzienna nieznana:
  - Alaungsithu, król Birmy (ur. 1089)